# Chunya
Chunya este o așezare situată în partea sud-vestică a Tanzaniei, în Regiunea Mbeya.